# Detlef Wagenknecht

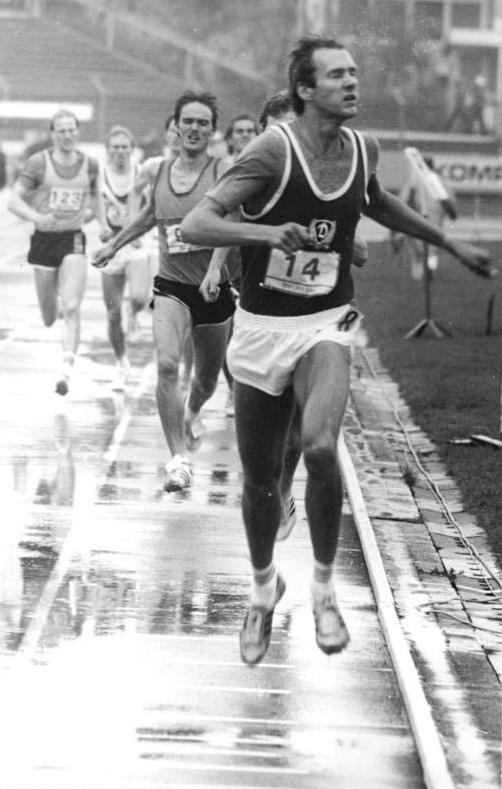
Detlef Wagenknecht (1984)

Detlef Wagenknecht (* 3. Januar 1959 in Berlin) ist ein ehemaliger deutscher Leichtathlet, der – für die DDR startend – 1980 Olympiasechster im 800-Meter-Lauf war.
Wagenknecht belegte bei den Junioreneuropameisterschaften 1977 den zweiten Platz über 800 Meter, mit der 4-mal-400-Meter-Staffel wurde er Junioreneuropameister. Seine erste Teilnahme bei einem großen Wettkampf in der Erwachsenenklasse absolvierte er bei den Europameisterschaften 1978 in Prag, er schied im Zwischenlauf aus. Seinen ersten großen Endlauf erreichte er bei den Olympischen Spielen 1980 in Moskau, in 1:46,91 min belegte er den sechsten Platz mit einer Sekunde Rückstand auf Bronze. Bei den Halleneuropameisterschaften 1981 in Grenoble wurde er in 1:48,87 min Fünfter mit 1,17 Sekunden Rückstand auf den Sieger Herbert Wursthorn. Beim Leichtathletik-Weltcup wurde Wagenknecht 1981 Dritter. 1982 bei den Europameisterschaften in Athen gewann mit Hans-Peter Ferner wie 1981 in Grenoble ein spurtstarker Außenseiter aus der Bundesrepublik Deutschland. Wagenknecht belegte in 1:47,06 min den sechsten Platz mit 0,16 Sekunden Rückstand auf Bronze. Bei den ersten Weltmeisterschaften 1983 in Helsinki schied Wagenknecht im Zwischenlauf aus. 1985 belegte Wagenknecht noch einmal den vierten Platz beim Weltcup.
Detlef Wagenknecht wurde 1978, 1980, 1982, 1983 und 1984 DDR-Meister im 800-Meter-Lauf. 1979 und 1981 wurde er jeweils Zweiter hinter Olaf Beyer. In der Halle gewann Wagenknecht 1983 und 1984 die Meisterschaft. 1982 verbesserte er den DDR-Rekord über 1000 Meter. 1983 lief er in 1:15,68 min DDR-Rekord auf der selten gelaufenen 600-Meter-Distanz.
Wagenknecht startete für den SC Dynamo Berlin und wurde von Jürgen Haase trainiert. In seiner Wettkampfzeit war er 1,93 m groß und 74 kg schwer.

## Bestleistungen
- 400-Meter-Lauf: 47,92 s, 3. Juni 1979 in Leipzig
- 800-Meter-Lauf: 1:44,81 min, 4. August 1982 in Jena
- 1000-Meter-Lauf: 2:16,7 min, 26. Mai 1982 in Berlin
- 1500-Meter-Lauf: 3:40,28 min, 16. September 1982 in Berlin